# John W. Bricker

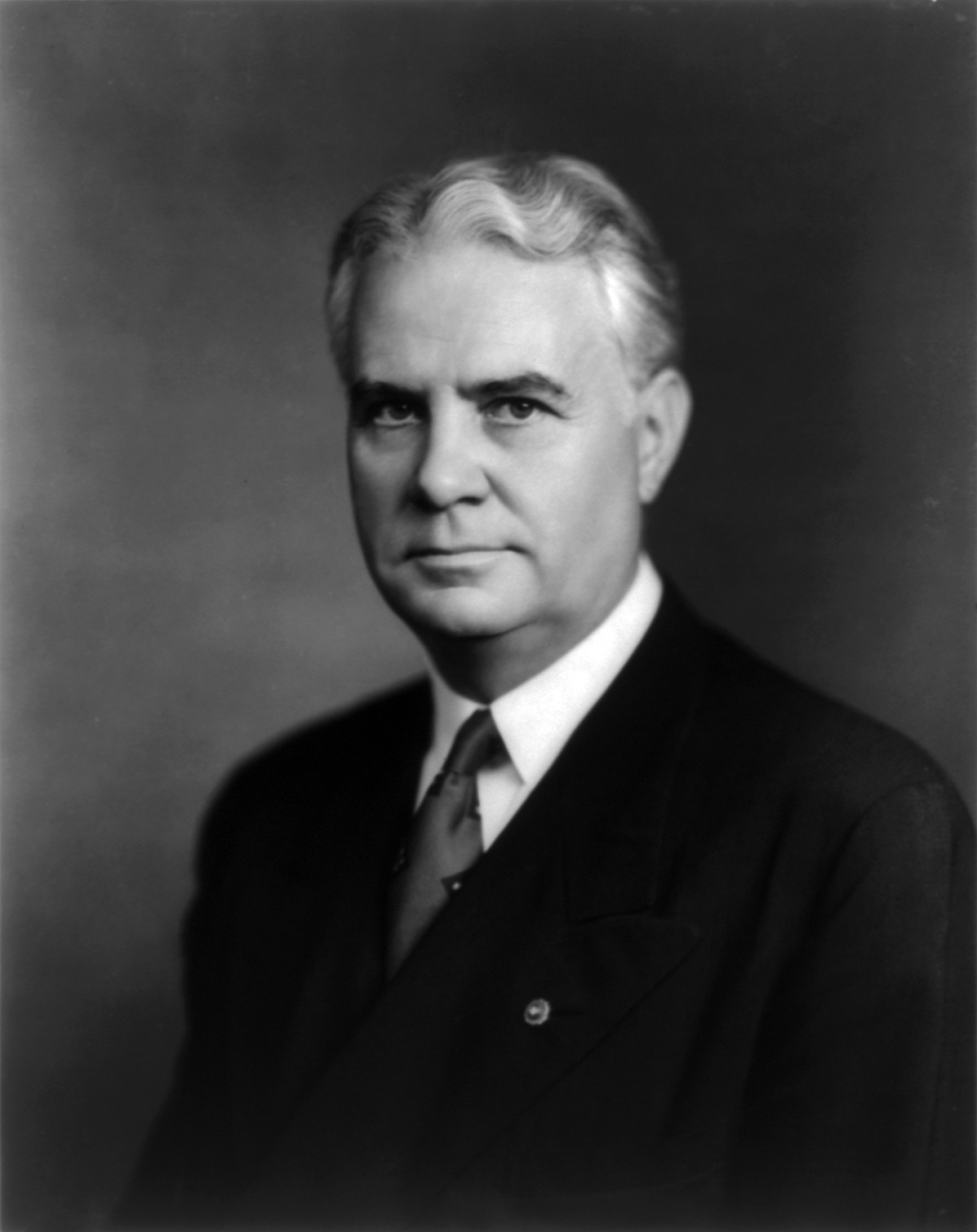
John W. Bricker (1944)

John William Bricker (* 6. September 1893 in Mount Sterling, Madison County, Ohio; † 22. März 1986 in Columbus, Ohio) war ein US-amerikanischer Politiker der Republikanischen Partei und von 1939 bis 1945 der 54. Gouverneur des Bundesstaates Ohio. Ferner vertrat er seinen Bundesstaat im Senat der Vereinigten Staaten.

## Frühe Jahre und politischer Aufstieg
Bricker besuchte nach der Grundschule die Ohio State University. Dort studierte er unter anderem Jura. Er war für den Militärdienst nicht tauglich, nahm aber im Stab der Militärgeistlichen als Oberleutnant doch am Ersten Weltkrieg teil.
Nach seiner Zulassung als Anwalt wurde er zwischen 1921 und 1929 Anwalt des Ortes Grandview Heights. Gleichzeitig war er auch noch Sonderberater des Justizministers (Attorney General) von Ohio. Im Jahr 1927 bewarb er sich erfolglos um die Stelle des Justizministers. Zwischen 1929 und 1932 war er Mitglied der Kommission zur Überwachung der öffentlichen Versorgungsbetriebe (Public Utilities Commission). Schließlich wurde er dann doch zwischen 1933 und 1937 Justizminister seines Staates. Im Jahr 1936 kandidierte er erfolglos gegen den Amtsinhaber Martin Davey für das Amt des Gouverneurs. Zwei Jahre später war er erneut Kandidat der Republikaner für die Gouverneurswahlen. Aufgrund innerparteilicher Differenzen bei den Demokraten gelang ihm der Wahlsieg.

## Gouverneur von Ohio
John Bricker trat sein neues Amt am 9. Januar 1939 an. Nach zwei Wiederwahlen in den Jahren 1940 und 1942 konnte er bis zum 8. Januar 1945 amtieren. Im Jahr 1940 profitierte er erneut von den Querelen innerhalb der Demokratischen Partei und erhielt viele Stimmen aus deren Reihen, die eine Wiederwahl des Ex-Gouverneurs Martin Davey verhindern wollten. Bei seinem Regierungsantritt im Jahr 1939 fand er ein Haushaltsdefizit von 40 Millionen Dollar vor. Durch eine geschickte Haushaltspolitik und trotz der Einflüsse des Zweiten Weltkrieges verwandelte er das Defizit bis zum Ende seiner Regierungszeit in einen Überschuss von 90 Millionen Dollar.
Im Sommer 1944 kandidierte Bricker auf dem Parteitag der Republikaner als Präsidentschaftskandidat für die anstehende Wahl. Er war dabei Favorit des konservativen Parteiflügels. So unterstützte ihn der ebenfalls aus Ohio stammende einflussreiche Senator Bob Taft, der als Anführer der parteiinternen Konservativen galt und überraschenderweise selbst auf eine Kandidatur verzichtet hatte. Allerdings musste sich Bricker dann seinem New Yorker Gouverneurskollegen Thomas E. Dewey geschlagen geben, der dem liberalen Parteiflügel angehörte. Um innerparteiliche Spannungen abzubauen, wählte Dewey dann seinen vormaligen Kontrahenten Bricker als Vizepräsidentschaftskandidaten aus. Da diese Wahlen aber für die Republikaner verloren gingen und Franklin D. Roosevelt zum vierten Mal zum Präsidenten gewählt wurde, blieb Bricker der Erfolg dieser Kandidatur versagt. In seine Amtszeit als Gouverneur fällt der Kriegseintritt der USA in den Zweiten Weltkrieg. Auch in Ohio musste die Produktion auf Rüstungsgüter umgestellt werden. Als Gouverneur sorgte Bricker dafür, dass Ohio die Kriegsanforderungen der Bundesregierung erfüllte.

## Weiterer Lebenslauf
Zwischen 1947 und 1959 vertrat Bricker seinen Staat im US-Senat in Washington. Dort war er Vorsitzender des Handelsausschusses. Nachdem er im Jahr 1958 nicht mehr wiedergewählt worden war, wurde Bricker als Rechtsanwalt tätig. Politisch ist er bis zu seinem Tod im Jahr 1986 nicht mehr in Erscheinung getreten. Mit seiner Frau Harriet Day hatte er ein Kind.